# Alchemia słowa
Alchemia słowa – erudycyjny esej (traktat) dotyczący warsztatu pisarskiego różnych epok autorstwa Jana Parandowskiego wydany po raz pierwszy w 1951 przez wydawnictwo Gebethner i Wolff.
Pierwszy zamysł napisania eseju powziął autor w okresie międzywojennym w Wilnie, ale pisanie dzieła rozpoczął w 1941, w czasie okupacji niemieckiej i kontynuował je po 1945 w Szwecji (w Bibliotece Królewskiej w Sztokholmie), Norwegii i Francji (w Bibliotece Narodowej Francji w Paryżu). Ostatecznie prace te zostały ukończone w Ustce, na kilka miesięcy przed wydaniem.
Według autora dzieło nie będąc ani zamaskowanym pamiętnikiem, ani podręcznikiem sztuki pisarskiej ma za cel wprowadzić ludzi obcujących z książką w proces jej powstawania, w różnorakie sprawy życia i twórczości pisarza, o jakich może nikt nie pomyśli biorąc do ręki jego dzieło. Jest to książka poświęcona różnym aspektom powstawania literatury. Autor przytacza m.in. życiorysy uznanych pisarzy i trosk, jakie przysparzało im życie, w tym skomplikowane stosunki z wydawcami i sponsorami. Istotą książki jest przesłanie dotyczące roli literatury w życiu człowieka, a także mozołu, z jakim ona powstaje. Na stronach Alchemii słowa do głosu dochodzi elitaryzm cechujący perspektywę autora. Dezawuuje on kulturę masową, obawiając się z jednej strony spłycenia gustów czytelniczych, z drugiej strony nadmiernej merkantylizacji literatury.
Do 1998 ukazało się dziewięć wydań tego eseju.